# Cappella dei Re Magi
La cappella dei Re Magi è una chiesa di Roma dedicata a Cristo adorato dai Re Magi. Si trova all'interno del Palazzo di Propaganda Fide ed è opera di Francesco Borromini.

## Storia

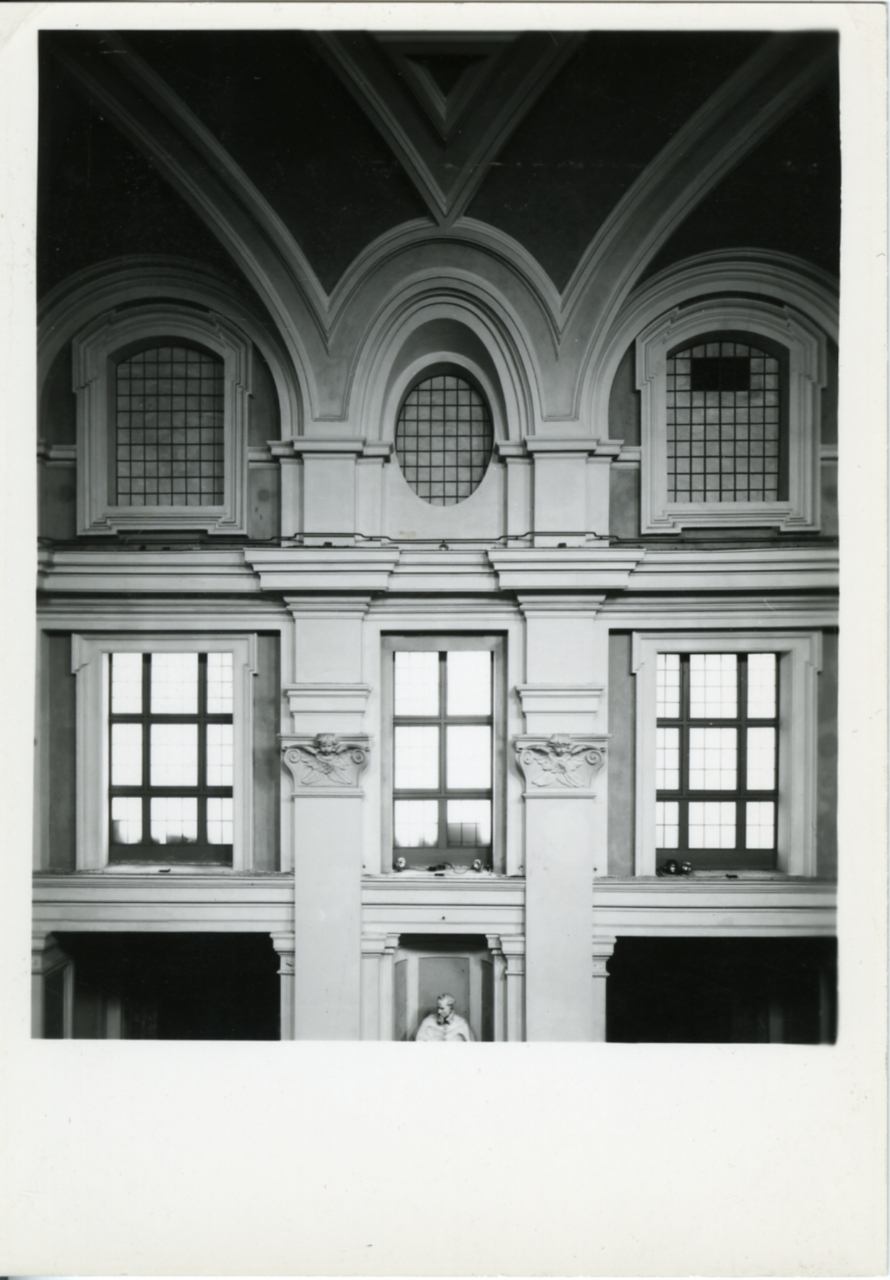

La chiesa fu costruita una prima volta dal Gian Lorenzo Bernini, a pianta ovale, nell'ambito della ristrutturazione del palazzo Farrattini. Con l'avvento di papa Innocenzo X Pamphilj la direzione lavori fu tolta al Bernini e data al Borromini. Egli ristrutturò l'intero isolato e, dopo aver fatto abbattere la chiesa del Bernini, la ricostruì fra il 1662 e il 1664. Le decorazioni furono aggiunte nei due anni successivi. La chiesa fu consacrata il 18 aprile 1729. Durante il XIX secolo fu sovrapposta una decorazione a finti marmi, rimossa successivamente nel 1955, durante i lavori di restauro dell'Architetto Clemente Busiri Vici (Roma 1887 - ivi 1965).

## Opere d'arte
Nella chiesa sono presenti la Conversione di San Paolo di Carlo Pellegrini (1635) nella prima cappella sulla destra e, sull'altare, la Adorazione dei Magi, di Giacinto Gimignani (1634) sormontata da la Missione degli Apostoli di Lazzaro Baldi. Tutte le opere provengono dalla precedente chiesa del Bernini.